# Präriesolros
Präriesolros (Helianthus ×laetiflorus) är en hybrid inom familjen korgblommiga växter. Namnet representerar korsningar mellan höstsolros (H. pauciflorus) och jordärtskocka (H. tuberosus). Den förekommer naturligt i Nordamerika, där båda föräldraarterna möts. Olika kloner av hybriden odlas som trädgårdsväxter i Sverige.

## Synonymer
- Helianthus atrorubens Lam. nom. illeg. non L.
- Helianthus severus E. Watson
- Helianthus superbus E. Watson